# Fútbol Club Sancti Spíritus
El Fútbol Club Sancti Spíritus és un club cubà de futbol de la ciutat de Sancti Spíritus.
Va ser fundat el 27 d'octubre de 1985. Els seus colors són el groc i el blau.

## Palmarès
- sense títols destacats

## Futbolistes destacats
- Ariel Martínez
- Carlos Madrigal